# 松永祥兵
松永 祥兵（まつなが しょうへい、1989年1月7日 - ）は、静岡県三島市出身の元プロサッカー選手。ポジションはFW、MF。

## 来歴
小学1年生の頃からサッカーを始め、加藤学園暁秀高校でエースストライカーとして活躍。しかし、チームとしての成績は県選手権ベスト8が最高で全国大会出場歴はなく、高校時代は選手としては無名の存在だった。
高校卒業後の2007年に国士舘大学に進学するも翌年の2008年1月に休学し、ドイツ・ツヴァイテリーガ（2部）・アレマニア・アーヘンの練習に参加。さらに同年3月にはドイツ・ブンデスリーガ（1部）の強豪、シャルケ04スカウトからオファーを受け、同Bチームの練習に参加。練習試合でゴールを上げるなど結果を出し、その実力を認められ2年契約を結ぶに至った。その後、同年10月にはトップチームに登録され、背番号とユニフォームを与えられた。しかし、トップチームに完全合流したというわけではなく、レギオナルリーガ（ドイツ4部）シャルケ04II（U-23チーム）での試合出場や練習も続いていた。2010年2月、監督交代の影響で出場機会が減り、契約を打ち切った。
その後は帰国し、浦和レッズや水戸ホーリーホック、ヴァンフォーレ甲府などのJリーグのクラブで練習に参加。2010年7月に愛媛FCに加入したが、同年シーズン終了後に退団。
2011年、インドネシアリーグのプルシブ・バンドンへの移籍を皮切りに同国でのプレイを長期間続けており、2018年には日本インドネシア国交樹立60周年親善大使を務めた。
2020年8月、自らのInstagramで現役引退を発表した。

## 所属クラブ
- 1995年 - 2000年 三島長伏サッカースポーツ少年団
- 2001年 - 2003年 加藤学園暁秀中学
- 2004年 - 2006年 加藤学園暁秀高校
- 2007年 - 2008年1月 国士舘大学サッカー部（休学中）
- 2008年8月 - 2010年2月  シャルケ04
- 2010年7月 - 12月  愛媛FC
- 2011年  プルシブ・バンドン
- 2011年 - 2012年  プルシブ・バリクパパン
- 2012年 - 2016年  プルセグレス・グレシク・ユナイテッド
- 2016年  プルシブ・バリクパパン
- 2017年  プルシブ・バンドン
- 2018年  ペルセラ・ラモンガン
- 2018年  PSMSメダン
- 2019年  PSISスマラン

## 個人成績
| 国内大会個人成績 | 国内大会個人成績 | 国内大会個人成績 | 国内大会個人成績 | 国内大会個人成績 | 国内大会個人成績 | 国内大会個人成績 | 国内大会個人成績 | 国内大会個人成績 | 国内大会個人成績 | 国内大会個人成績 | 国内大会個人成績 |
| 年度             | クラブ           | 背番号           | リーグ           | リーグ戦         | リーグ戦         | リーグ杯         | リーグ杯         | オープン杯       | オープン杯       | 期間通算         | 期間通算         |
| 年度             | クラブ           | 背番号           | リーグ           | 出場             | 得点             | 出場             | 得点             | 出場             | 得点             | 出場             | 得点             |
| 日本             | 日本             | 日本             | 日本             | リーグ戦         | リーグ戦         | リーグ杯         | リーグ杯         | 天皇杯           | 天皇杯           | 期間通算         | 期間通算         |
| ---------------- | ---------------- | ---------------- | ---------------- | ---------------- | ---------------- | ---------------- | ---------------- | ---------------- | ---------------- | ---------------- | ---------------- |
| 2010             | 愛媛             | 30               | J2               | 2                | 0                | -                | -                |                  |                  |                  |                  |
| 通算             | 日本             | 日本             | J2               | 2                | 0                | -                | -                |                  |                  |                  |                  |
| 総通算           | 総通算           | 総通算           | 総通算           | 2                | 0                | 0                | 0                |                  |                  |                  |                  |